# Cồn thuốc phiện

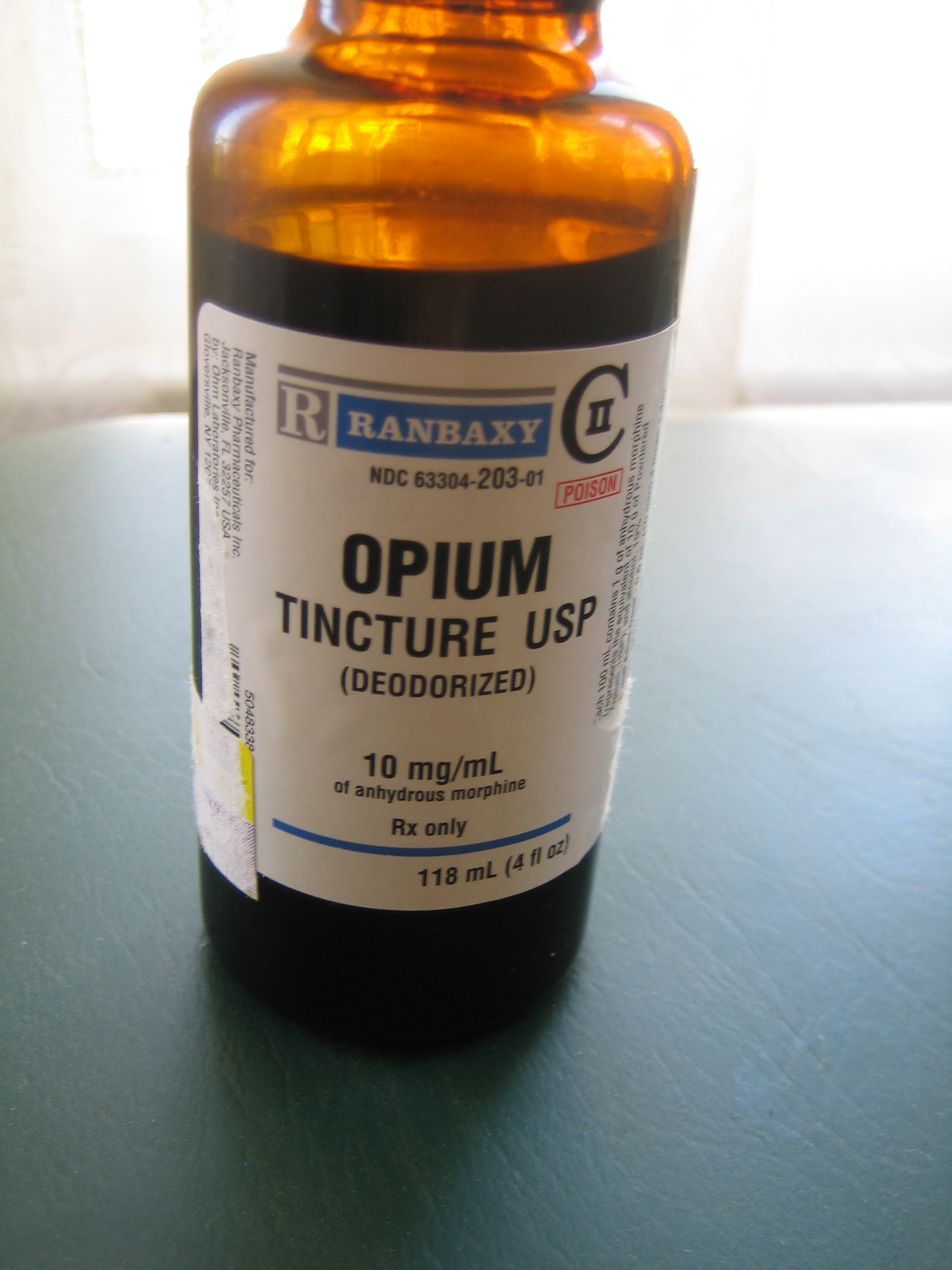
Cồn thuốc phiện.

Cồn thuốc phiện (Tiếng Anh: Laudanum) là một loại cồn có chứa khoảng 10% thuốc phiện bột theo trọng lượng (tương đương 1% morphine).
Có màu nâu đỏ và vị rất cay đắng, cồn thuốc phiện có chứa hầu như tất cả các alkaloids, kể cả morphine và codeine, morphine và nồng độ cao của nó làm cho nó trở thành một loại ma tuý mạnh. Cồn thuốc phiện đã được lịch sử sử dụng để điều trị một loạt các bệnh, nhưng công dụng chính của nó là thuốc giảm đau và ức chế ho. Cho đến đầu thế kỷ 20, cồn thuốc phiện đã được bán mà không có một toa thuốc và là một thành phần của nhiều loại thuốc bằng sáng chế. Hôm nay, cồn thuốc phiện được công nhận là một chất gây nghiện và được quy định và kiểm soát chặt chẽ trên toàn thế giới.
Từ đầu thế kỷ XVI, nhiều bác sĩ đã dùng cồn thuốc phiện như là một loại thuốc giảm đau cho đến bốn trăm năm sau khi các loại thuốc khác được dùng phổ biến. Loại cồn này được làm ra bằng cách hòa tan thuốc phiện vào trong cồn do một bác sĩ người Thụy Sĩ, Paracelcus làm ra. Tại Anh, Thomas Sydenham là người đầu tiên sử dụng loại cồn này, sau Paracelcus khoảng một thế kỷ. Vào thế kỷ XVIII và XIX, cồn thuốc phiện có thể mua tự do, vì thế nhiều bệnh nhân đã trở thành con nghiện của loại cồn này.